# The Chronicles of Narnia: Prince Caspian (computerspel)
The Chronicles of Narnia: Prince Caspian is een action-adventure/fantasycomputerspel uit 2008, ontwikkeld door Traveller's Tales en uitgebracht door Disney Interactive Studios. Het spel is gebaseerd op de gelijknamige film uit 2008. 
Het spel werd in Europa tegelijk uitgebracht voor Xbox 360, PlayStation 2, PlayStation 3, Wii, Nintendo DS en Microsoft Windows.

## Plot
Het is één jaar geleden (in onze wereld) dat de Pevensie-kinderen Narnia verlieten. In Narniaanse tijd is dit echter 1300 jaar, en ondertussen is er veel veranderd. Bijna alle originele bewoners van Narnia zijn gedood of verdreven door de Telmarijnen. Waarnemend Koning Miraz geeft de opdracht om zijn Neef Caspian, die wanneer hij meerderjarig wordt de troon kan opeisen, te vermoorden. Caspian vlucht, en weet de Pevensie kinderen terug naar Narnia te roepen. Samen met een groepje Narnians gaan ze de strijd aan tegen Miraz en de Telmarijnen.

## Gameplay
Het spel bevat 6 levels. In elk levels dienen puzzels en opdrachten volbracht te worden, om het level te voltooien. In de levels is op verschillende plaatsen bonus materiaal verstopt.

### Personages
Het spel bevat 20 speelbare personages, waaronder de Pevensies, Caspian en Trumpkin. In elk level zijn er telkens 4 personages waarmee de speler het level kan voltooien. Elk personage heeft een ander soort wapen en heeft een bijzondere gave.

## Ontvangst
Het spel werd door de critici gematigd onthaald.
| Beoordeeld door | Jaar | Platform | Score  |
| --------------- | ---- | -------- | ------ |
| IGN             | 2008 | PC       | 6.3/10 |
| IGN             | 2008 | DS       | 7/10   |
| Metacritic      | 2008 | Xbox 360 | 56/100 |
| Metacritic      | 2008 | PS3      | 56/100 |
| Metacritic      | 2008 | Wii      | 63/100 |
| Gamespot        | 2008 | PS3      | 5.5/10 |
| Videogamer      | 2008 | Xbox 360 | 8/10   |